# Skupina Ra
Skupina Ra byla skupinou umělců – malířů, grafiků, fotografů, básníků, spisovatelů a překladatelů, kteří byli ovlivněni surrealismem. Byla činná především ve čtyřicátých letech 20. století.

## Historie
Počátky skupiny Ra spadají do 30. let 20. století. Významnější činnost vyvíjela Skupina za druhé světové války. Autorem názvu skupiny Ra byl Václav Zykmund, který se před válkou v Rakovníku spolupodílel na založení edice Ra, podle níž pak byla skupina pojmenována. Členové se scházeli v kavárnách a ateliérech, překládali zejména z francouzštiny (Bretonův Vzduch vody, 1937) a němčiny, hlásili se zároveň k romantismu („surromantismu“), ale i k expresionismu a dadaismu.  

### Tvorba za války
Uskupení původně vzniklo kolem básníka a malíře Otty Mizery, vůdčího ducha „druhé vlny“ surrealistů. Ten inicioval roku 1942 vydání prvního kolektivního sborníku Roztrhané panenky (antedatováno 1937), na kterém se podíleli svými příspěvky Zdeněk Lorenc, Ludvík Kundera, Josef Istler a Miroslava Miškovská. Tato iIlegální publikace vyšla ve vypjaté atmosféře heydrichiády v počtu pětačtyřiceti exemplářů a její význam spočívá v tom, že spojila mladé výtvarníky s literáty a propojila pražské ohnisko s brněnským. Kolem těchto ohnisek se vzápětí začali shromažďovat další umělci.
Koncem roku 1942 se skupina sblížila se sochařem Jaroslavem Puchmertlem a roku 1943 se novým členem stal malíř Václav Tikal. Důležitou roli při vzniku skupiny sehrál Karel Teige, který propojil pražské a brněnské členy a pořádal společná setkání ve smíchovské kavárně Westend. Nacisté považovali surrealismus za pokleslé umění, a tak byla činnost Skupiny Ra za války nelegální.
Mizera a Miškovská později založili svou vlastní skupinu a roku 1944 vydali sborníček Ochranné prostředky. V Brně měl blízko k surrealistům Skupiny Ra i Bohumír Matal, ve Zlíně Václav Chad a Čestmír Kafka, v Praze skupina kolem Jana Řezáče (Oldřich Wenzl, Jan Zuska, Josef Schnabel, Josef Prošek, ad.), Spořilovští surrealisté i solitéři jako Zdeněk Sklenář. Mimo skupiny stál nejvýraznější surrealista František Janoušek, který zemřel roku 1943.

### Po válce
V roce 1946, po skončení druhé světové války, vydává osm protagonistů retrospektivní sborník A zatím co válka a prohlásí se jako skupina Ra. Skupina Ra nikdy zcela nepřijala tzv. čistý psychický automatismus, stavěla se kriticky k činnosti předválečné Surrealistické skupiny kolem Karla Teigeho a hlásila se k levici. Jejich manifest nebyl zformulován, ale za jeden z nich lze považovat článek Ludvíka Kundery a Zdeňka Lorence Mladší surrealisté (1946) a úvodní texty ze sborníků Skupina Ra a A zatím co válka. Na válečnou činnost pak Skupina Ra navázala roku 1947 sérií výstav a účastí na Mezinárodní konferenci revolučních surrealistů v Bruselu.
Po roce 1948 byla Skupina Ra zakázána, protože komunisté označili surrealismus za ideově scestný směr. Jednotliví členové však pokračovali ve své tvorbě i nadále – buď solitérně, nebo ve spolupráci (např. Istler s Lorencem).
Josef Istler a Václav Tikal se podíleli na činnosti Teigovy Skupiny surrealistů v ČSR, obnovené roku 1950, účastí na jejích sbornících Znamení zvěrokruhu a Objekty. Retrospektivní výstavy se uskutečnily roku 1984 v Berlíně, 1988 v Praze a Hradci Králové.

## Protagonisté skupiny Ra
- Josef Istler
- Miloš Koreček
- Ludvík Kundera
- Bohdan Lacina
- Zdeněk Lorenc
- Vilém Reichmann
- Václav Tikal
- Václav Zykmund

### Širší okruh skupiny
Až na retrospektivní výstavě roku 1988 byli ke skupině Ra přiřazeni další výtvarníci, kteří k ní měli blízko a podíleli se za války na tvorbě sborníků
- Jaroslav Puchmertl
- Otta Mizera
- Miroslava Miškovská
- Josef Podrabský

## Výstavy
- 1947 Skupina Ra, Brno, Brno
- 1947 Mezinárodní surrealismus (1937–1949), Topičův salon, Praha
- 1947 Skupina Ra, Hradec Králové
- 1947 Skupina Ra, Mladá Boleslav
- 1984 Gruppe Ra, Galerie Dialog e. V., Berlín
- 1988 Skupina Ra, Dům U Kamenného zvonu, Praha
- 1988 Skupina Ra, Krajská galerie, Hradec Králové
- 2001 Skupina Ra, Městská galerie Vysoké Mýto
- 2001 Skupina Ra, Okresní vlastivědné muzeum, Litoměřice
- 2011 Konec avantgardy?: Od mnichovské dohody ke komunistickému převratu. Městská knihovna, Praha

## Sborníky
- Roztrhané panenky – 1942, předchůdce, ineditní sborník, J. Istler, L. Kundera, Zd. Lorenc, O. Mizera, M. Miškovská
- A zatím co válka, 1946, Istler J. a kol., sb. 60 s., Rovnost, Brno
- Automatická madona: antologie skupiny Ra / Michal Bauer (ed.). 1. vyd. Praha: Akropolis, 2012. 760 s.